# Sasbach (powiat Ortenau)
Sasbach – miejscowość i gmina w Niemczech, w kraju związkowym Badenia-Wirtembergia, w rejencji Fryburg, w regionie Südlicher Oberrhein, w powiecie Ortenau, wchodzi w skład wspólnoty administracyjnej Achern. Leży na zachodnich obrzeżach Schwarzwaldu, ok. 20 km na północny wschód od Offenburga, przy drodze krajowej B3.